# Sint-Amanduskerk (Bavikhove)
De Sint-Amanduskerk is de rooms-katholieke parochiekerk van Bavikhove, deelgemeente van Harelbeke, gelegen aan het dorpsplein. Zij is gewijd aan Sint-Amandus die zijn medebroeder op miraculeuze wijze redde van de verdrinkingsdood. Het retabel op het hoogaltaar getuigt hier nog steeds van.
Oorspronkelijk was het een Romaanse kerk waar in de 17e eeuw en 18e eeuw bedevaarten werden gehouden. De kerk leefde vooral door de inkomsten van een heiligenvereniging. De heilige die vooral vereerd werd, was Sint-Maurus, de patroonheilige van de zieken.
In tegenstelling tot de Sint-Pieterskerk in Hulste vond de kerk van Bavikhove altijd genoeg geld om de kerk verder te blijven renoveren. Zo werd in de 18e eeuw de kerk steeds verder uitgebreid. De kerk kreeg een uitgebreide sacristiekapel, een vernieuwde toren, laatgotisch meubilair en zijaltaren. De vloer in 1784 werd vervangen door een marmeren vloer.
In de 19e eeuw kreeg de kerk een neogotische uitstraling door Jules Carette, dezelfde architect die de Sint-Pieterskerk in Hulste renoveerde.

## Geschiedenis

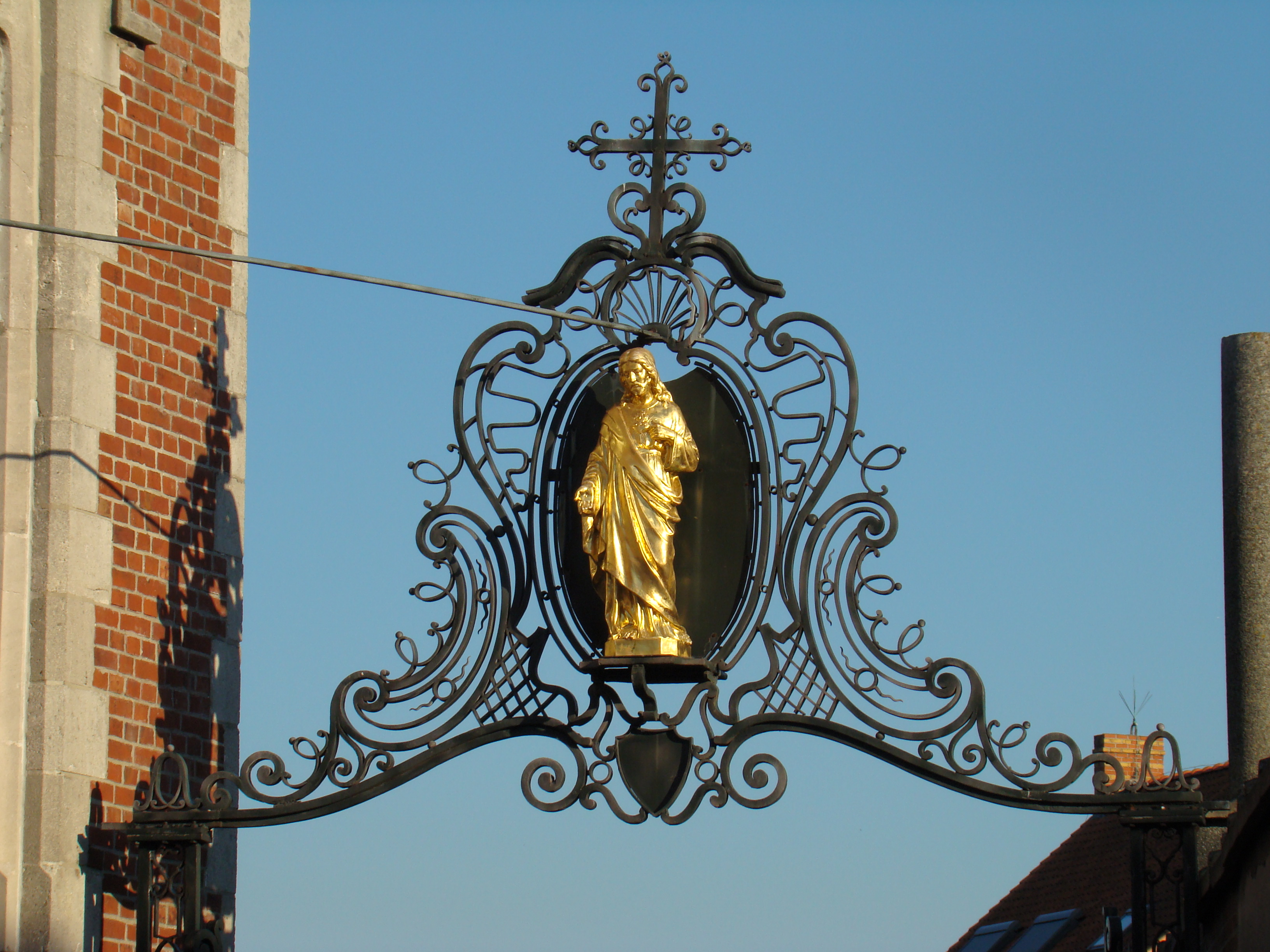
Ommegang voor Sint-Maurus toegangspoort

Een stenen kerk werd gebouwd in de eerste helft van de 12e eeuw. Het was een driebeukige basilicale kerk, maar zonder toren. De romaanse kerk werd gebouwd in Doornikse kalksteen. Delen van dit gebouw zijn bewaard gebleven in de noordelijke en zuidelijke koormuur en in de oostmuur en de onderbouw van de huidige toren.
In de 16e eeuw werd een bakstenen toren met achthoekige klokkenverdieping gebouwd op de meest oostelijke travee. Daarna werd het koor verbreed en de vlakke afsluiting werd uitgebreid tot een driezijdige afsluiting.
In 1572 werd de kerk door beeldenstormers geplunderd, maar vrij snel daarna weer hersteld.
Tijdens de 17e eeuw werden de zijbeuken verbreed en verhoogd, waardoor het basilicale karakter van de kerk verdween omdat alle beuken door één zadeldak werden overdekt. In 1744 werd een westportaal in classicistische stijl aangepast. De laatgotische inrichting van de kerk werd ook gewijzigd naar de smaak van die tijd. Zo werd in 1783 een nieuw hoofdaltaar geplaatst. De vloer in 1784 werd vervangen door een marmeren vloer.
Vanaf 1862 werd de kerk vergroot en naar het westen verlengd, waarbij het portaal werd gesloopt en een nieuwe westgevel werd gebouwd, naar ontwerp van Pierre Nicolas Croquison. In 1899 werd de kerk opnieuw verbouwd, nu in neogotische stijl naar ontwerp van Jules Carette. Veel 18e-eeuws kerkmeubilair, zoals het hoofdaltaar, werd vervangen door neogotisch meubilair.

## Gebouw
Het betreft een bakstenen pseudobasiliek met neogotische zijgevel, een laatgotische vieringtoren met achtkante klokkengeleding en een hoge spits. In de basis van de toren steekt nog een oude, vermoedelijk Romaanse gevelmuur in Doornikse natuursteen. Ook de basis van de zijmuren in de voorste traveeën van het schip zijn nog in Doornikse steen opgetrokken en waarschijnlijk van de oudste kerk afkomstig.
De toren is laatgotisch, terwijl het koor, zijgevel en dak rond 1899-1900 grondig verbouwd werden in neogotische stijl.
Rondom de kerk staat een kerkhof. Een pad met voorstellingen van de heilige Maurus in bas-reliefs, is gelegen rond het kerkhof en kan afgelegd worden als wandeling.

## Interieur

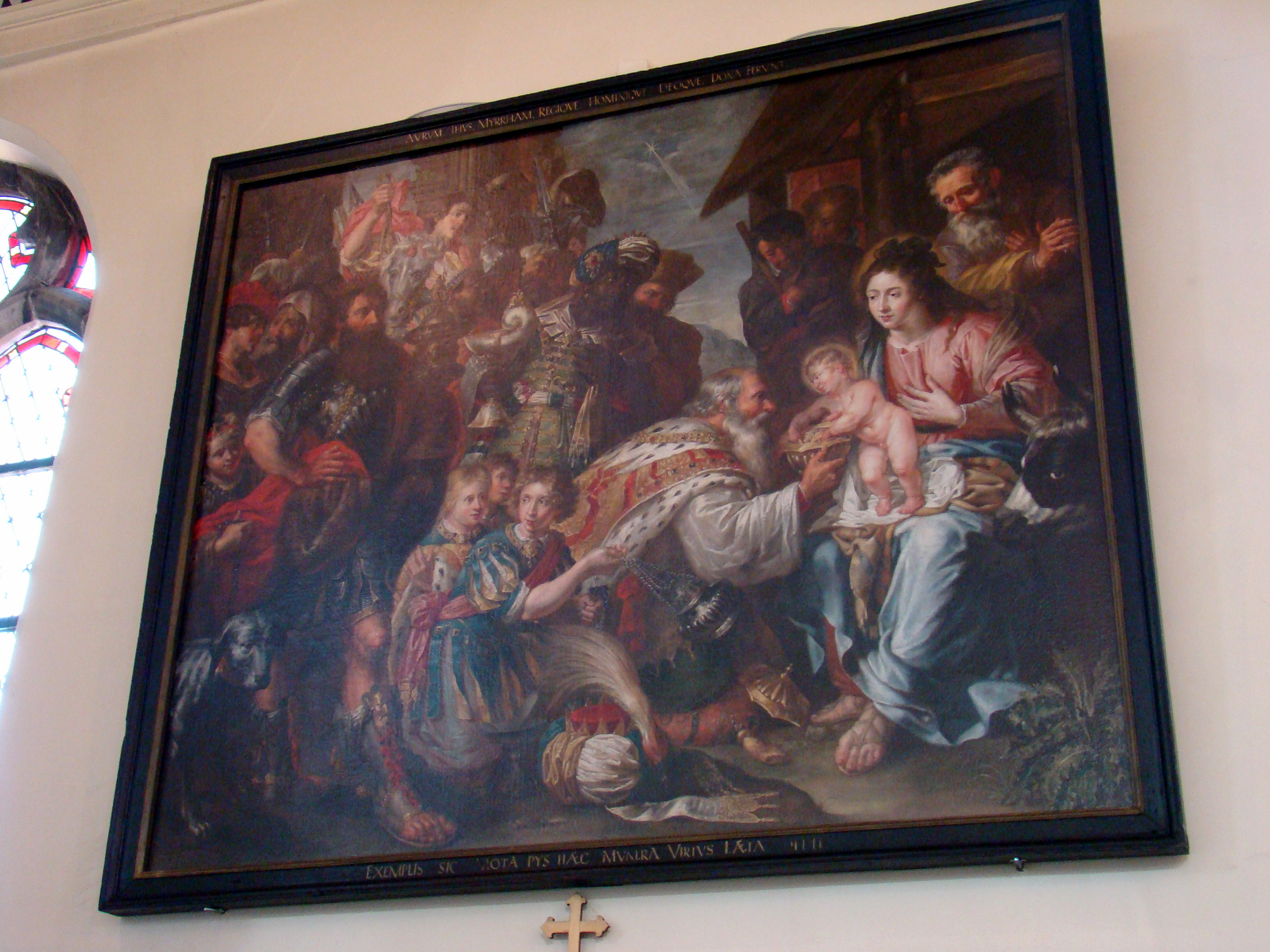
Badend Kind Jezus

Het hoofdaltaar is neogotisch en de beide zijaltaren zijn 18e-eeuws, ontworpen door Marc Lefebvre. De communiebank is laatbarok. Merkwaardig is dat slechts negen van de tien geboden werden afgebeeld.
De kerk bezit enkele 17e-eeuwse schilderijen zoals de Bewening van Christus en de aanbidding der koningen. Van de 18e eeuw is Onze-Lieve-Vrouw op de maansikkel. Van omstreeks 1700 is een Badend Kind Jezus. Van einde 16e eeuw zijn panelen met Sint-Margaretha en Johannes de Doper. Deze worden toegeschreven aan Maerten de Vos en waren vermoedelijk onderdelen van een retabel.

### Glasramen
De familie De Brabandere-Masureel schonk aan de kerk van Bavikhove twee glasramen, als aandenking aan pater Paul De Brabandere en zijn missie in China. Paul was een missionaris-scheutist en overleed in 1905 tijdens zijn missie op een jonge leeftijd.

## Verering van Sint-Maurus
In deze kerk wordt vooral ook de heilige Maurus vereerd. Hij wordt aangeroepen om ziektes te genezen. Langzaam groeide de devotie uit tot een bedevaart, met wisselend succes in de loop van de jaren. Mensen van de wijde omgeving trokken mensen gedurende de julimaand tijdens de noveen naar Bavikhove zodat ze de zegen van de heilige Maurus zouden ontvangen. Soms kwamen ze van heel ver weg. In een brief van de Verenigde Staten, vroeg een Amerikaan om aldaar opgenomen te worden in het ‘Broederschap van de heilige Maurus’, waarvoor hij een dollar overmaakt.
Missen worden gehouden ter van Sint Maurus tijdens de noveen in juli. Aan het einde van noveen, op de eerste zondag van juli, wordt een ommegang ter ere van Sint-Maurus gehouden. Traditioneel valt Bavikhove Kermis rond deze periode.
Sint-Maurus had in de jaren 1700 een kapelletje bij de ingang van de kerk. Het broederschap van de heilige Maurus was in 1742 opgericht, waaraan de paus een volle aflaat toestond bij lidmaatschap.